# Abou Layla
Faisal Abdi Bilal Saadoun, dit Abou Layla, né en 1984 à Kobané, en Syrie, et mort le 5 juin 2016 à Souleimaniye, en Irak, est un chef rebelle syrien de la guerre civile syrienne.

## Biographie

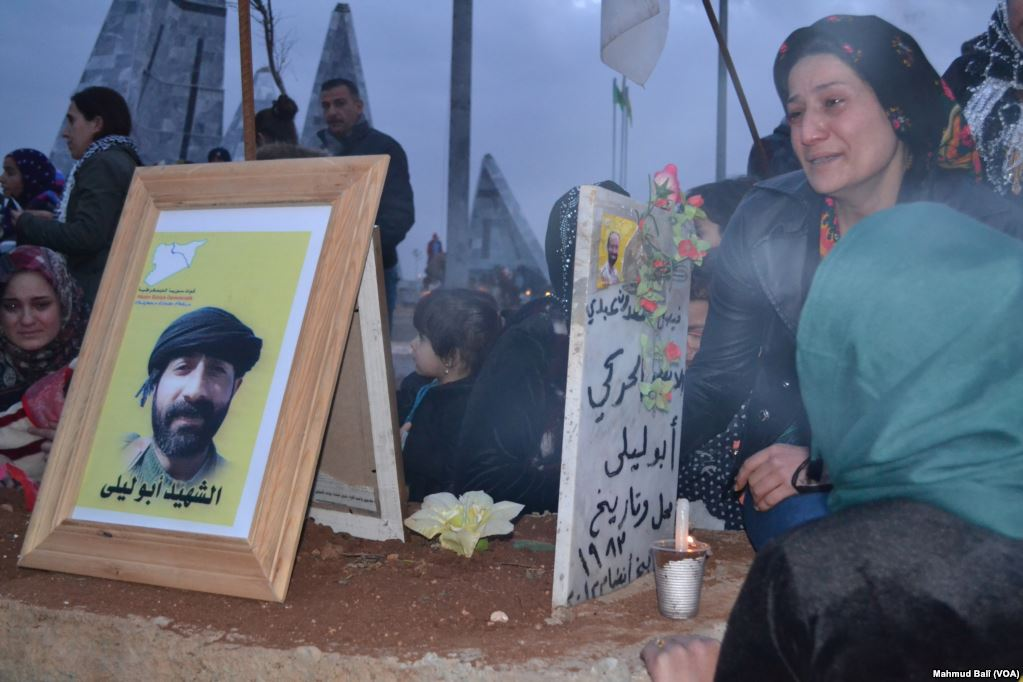
Tombe d'Abou Layla à Kobané, lors d'une cérémonie, le 26 mai 2017.

En 2014, Abou Layla prend la tête des Bataillons Chams al-Chamal, un groupe de l'Armée syrienne libre, formé après la dissolution d'un groupe plus large : Fajr al-Houriya (en). En 2015, les Bataillons Chams al-Chamal rejoignent Jaych al-Thuwar, qui lui-même rallie les Forces démocratiques syriennes,,,,,.
Abou Layla fuit la ville de Raqqa en 2013 lorsque la ville tombe aux mains de l'État islamique en Irak et au Levant. En 2014 et 2015, il participe à la bataille de Kobané.
En 2016, il prend la tête du Conseil militaire de Manbij, une alliance de groupes armés affiliés aux Forces démocratiques syriennes. Le 3 juin 2016, il est grièvement blessé à la tête par un tir de sniper lors de la bataille de Manbij et meurt le surlendemain à l'hôpital de Souleimaniye, dans le Kurdistan irakien,,. Sa dépouille est enterrée à Kobané.